# Sekcja 8.
Sekcja 8. – amerykański film sensacyjny z 2003 roku w reżyserii Johna McTiernana.

## Obsada
- Samuel L. Jackson – West
- Timothy Daly – Styles
- Roselyn Sanchez – Nunez
- Brian Van Holt – Dunbar
- Taye Diggs – Pike
- Giovanni Ribisi – Kendall
- Connie Nielsen – Osborne
- John Travolta – Hardy
- Harry Connick Jr. – Vilmer
- Cristián de la Fuente – Castro
- Georgia Hausserman – pilot
- Margaret Travolta – pielęgniarka #1
- Dena Johnston – pielęgniarka #2
- Nick Loren – pilot helikoptera
- Cliff Fleming – pilot helikoptera